# 渡辺玄宗
渡邊 玄宗（わたなべ げんしゅう、俗名：青柳与兵次、明治2年10月25日（1869年11月28日） - 昭和38年（1963年）12月9日）は、日本の曹洞宗の僧侶。總持寺独住17世貫首（円鑑不昧禅師）。号は本行。
曹洞宗の僧ながら、臨済宗円覚寺派宮路宗海の元に数年にわたり参禅し印可を得ている。近世以降、曹洞宗の僧で臨済宗の祖室を究めた人物は玄宗ただ一人とも言われている。

## 略歴
1869年（明治2年）、新潟県三島郡日吉村鳥越（現、長岡市）の農家青柳家の次男に生まれる。指物師の箕山家に養子に入るも、出家を望み、1892年に長野県松本市泉龍寺の渡邊俊龍に就いて出家する。
1897年に富山市光厳寺に移って修行を重ね、哲学館仏教専修科にも通学する。卒業後、比叡山で天台を学び、永平寺で2年間、円覚寺で5年間修行を重ねる。
1902年（明治35年）に富山県報恩寺住職となり、次いで富山市光厳寺住職となる。1925年（大正13年）に再度円覚寺で2年半、修行を重ねる。
1927年（昭和2年）に大乗寺に入って復興させ、永平寺副監院、同後堂を歴任。
1935年（昭和10年)10月に興禅寺開山になる。
1943年（昭和18年）に總持寺西堂となり、翌1944年に独住17世貫首になる。
1957年（昭和32年）に引退し、總持寺祖院に移る。
1963年（昭和38年）12月9日に祖院にて遷化。

## 弟子
渡邊頼應（城満寺住職）・板橋興宗（總持寺独住23世）

## 著書
- 『現代名僧講話 渡辺玄宗集』（誠信書房、1957年）

追悼集
- 『玄宗禅師を偲びて』（渡辺禅師追悼誌刊行会編、1964年）

### 論文・記事
- CiNii>渡辺玄宗